# Замок Клогест
Замок Клогест (англ. Clougheast Castle) — один із замків Ірландії, розташований в графстві Вексфорд, недалеко від моря.

## Історія замку Клогест
Точний час побудови замку невідомий. Очевидно був побудований в XV столітті родиною Кодд — аристократичною родиною норманського походження. Найперші згадки в історичних джерелах про замок Клогест датуються XVII століттям. Родина Кодд в часи XVII століття належала до так званих «старих англійців» — нащадків норманських завойовників, що породичалися з ірландцями, перейняли їхню мову та звичаї та зберегли вірність католицизму, в той час як Англія стала протестанською. Тому й не дивно, що під час постання за незалежність Ірландії 1640—1652 років родина Кодд пдтримала повстанців. Олівер Кромвель жорстоко придушив повстання, повстанська армія була розбита, а землі та замки, що належали католикам чи людям, що підтримали повстанців були конфісковані. Олівер Кромвель подарував замок Клогест Едмунду Вадді — своєму солдату. Цих нових власників — «нових англійців» називали в Ірландії «сини Кромвеля». Але ці «нові англійці» теж родичалися з ірландцями і часто ставали прихильниками незалежності Ірландії. Так в 1798 році в замку Клогест жив доктор Річард Вадді. Він активно підтримав чергове повстання за незалежність Ірландії 1798 року. Він воював під командою Багенала Гарві та Джона Колкофа — командирів повстанських загонів Вексфорда. Після поразки повстання він переховувався на острові Солті і мав намір тікати за кордон, але був схоплений і страчений разом з керівниками повстання. Одночасно з цим у замку Клогест був вбитий священник, що підтримував повстанців. У ХІХ столітті в замку Клогест жив інший доктор Вадді, що був знайомий з письменником Оскаром Вальдом і запрошував його до замку Клогест.
Родина Кодд (або Код), що побудувала замок Клогест мала свою довгу історію. Кодди (або Коди) прийшли на територію графства Вексфорд у 1170 році під час англо-норманського завоювання Ірландії. Вони були лицарями норманського походження з Девона та Корнуолла, що на південному сході Англії. Перший Кодд, що оселився в графстві Вексфорд — Осберт Кодд, що народився в Девонширі; проте, як кажуть, його батько родом з Корнуолла.
Згідно з сімейними переказами розповідями, Мартін Кодд покинув графство Вексфорд у 1798 році. Він брав участь у повстанні 1798 року. І мусив тікати в гори графства Віклов, коли повстання зазнало краху. Цікаво, що британський генерал, який придушив це повстання — сер Корнуоліс, що зазнав поразки від армії Вашингтона в Революційній війні за незалежність США.
Замок баштового типу з мансардою, з підземеллями, зі ступінчастими зубцями, з бійницями. Вхід загострений, вхідні двері захищені бійницею та навісною стрільницею. Замок має склепіння, сходи біля стіни зліва від дверей. Замок має три поверхи і горище. На третьому поверсі є великий камін. Є таємне приміщення, в яке є хід через маленьку камеру в південній стіні. До північної стіни башти прибудований трьохповерховий житловий будинок. Нижній поверх був прикрашений оздобленням стін у XVIII столітті. Дверний отвір в західній стіні має квадратну форму і був зроблений в XVI столітті. Замок відреставрований. Перероблений на готель.